# Marie-Louise Blondin
Pour les articles homonymes, voir Blondin.
Marie-Louise Blondin dite Malou, née le 16 novembre 1906 à Paris (France) et morte le 23 septembre 1983 dans cette même ville, est une peintre et illustratrice française.

## Biographie
Elle expose au Salon des indépendants en 1928 et 1929, des paysages, des portraits et des natures mortes et est connue pour des illustrations de l'ouvrage de Jane Austen Orgueil et préjugés.
Elle épouse Jacques Lacan le 29 janvier 1934 à Paris. Le couple a trois enfants : Caroline (1937-1973), Thibaut (né en 1939) et Sibylle (1940-2013), et divorce le 15 décembre 1941.